# Amberboa
Amberboa (Pers.) Less., 1832 è un genere di piante angiosperme dicotiledoni della famiglia delle Asteraceae.

## Descrizione

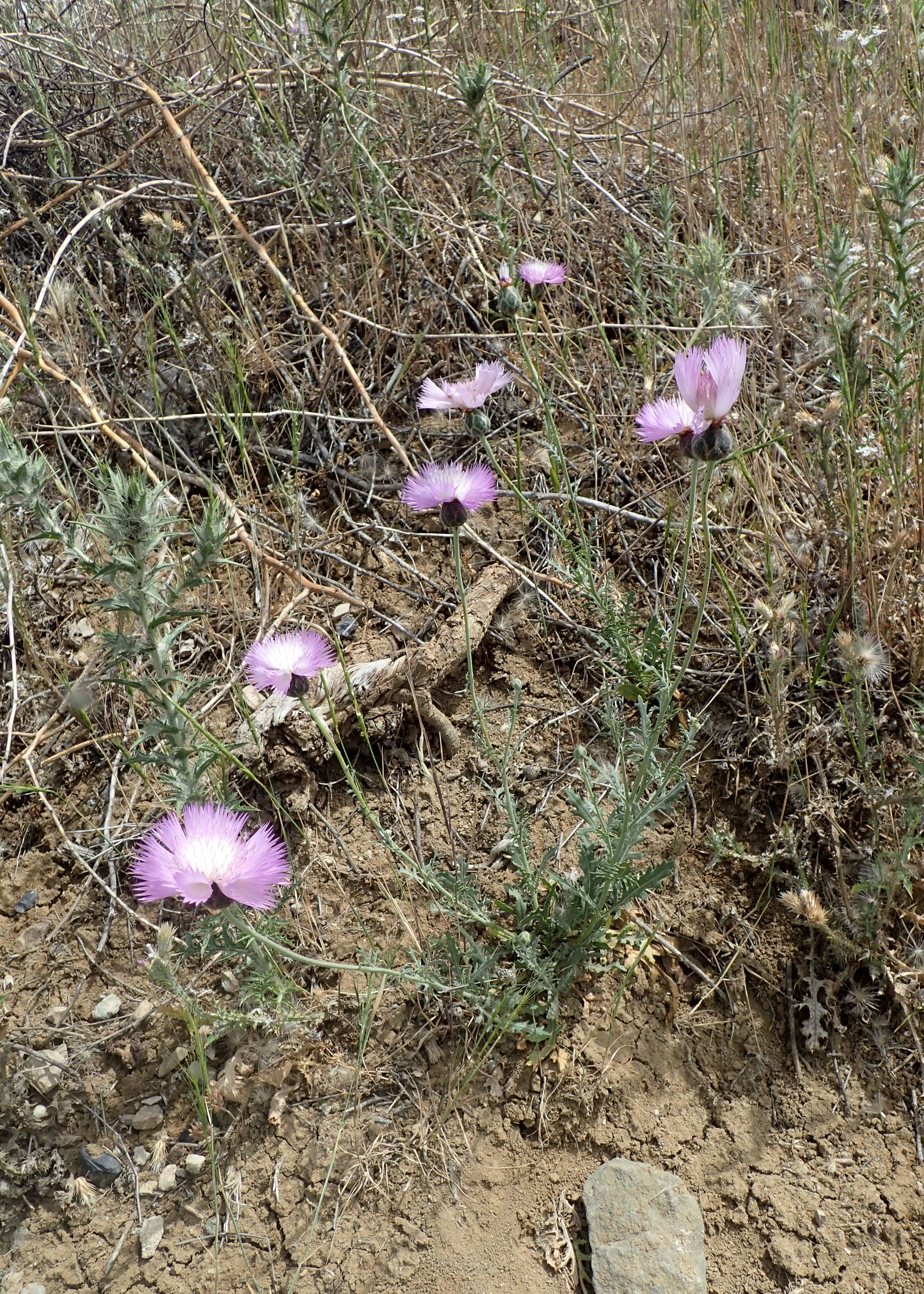
Infiorescenza
Amberboa moschata

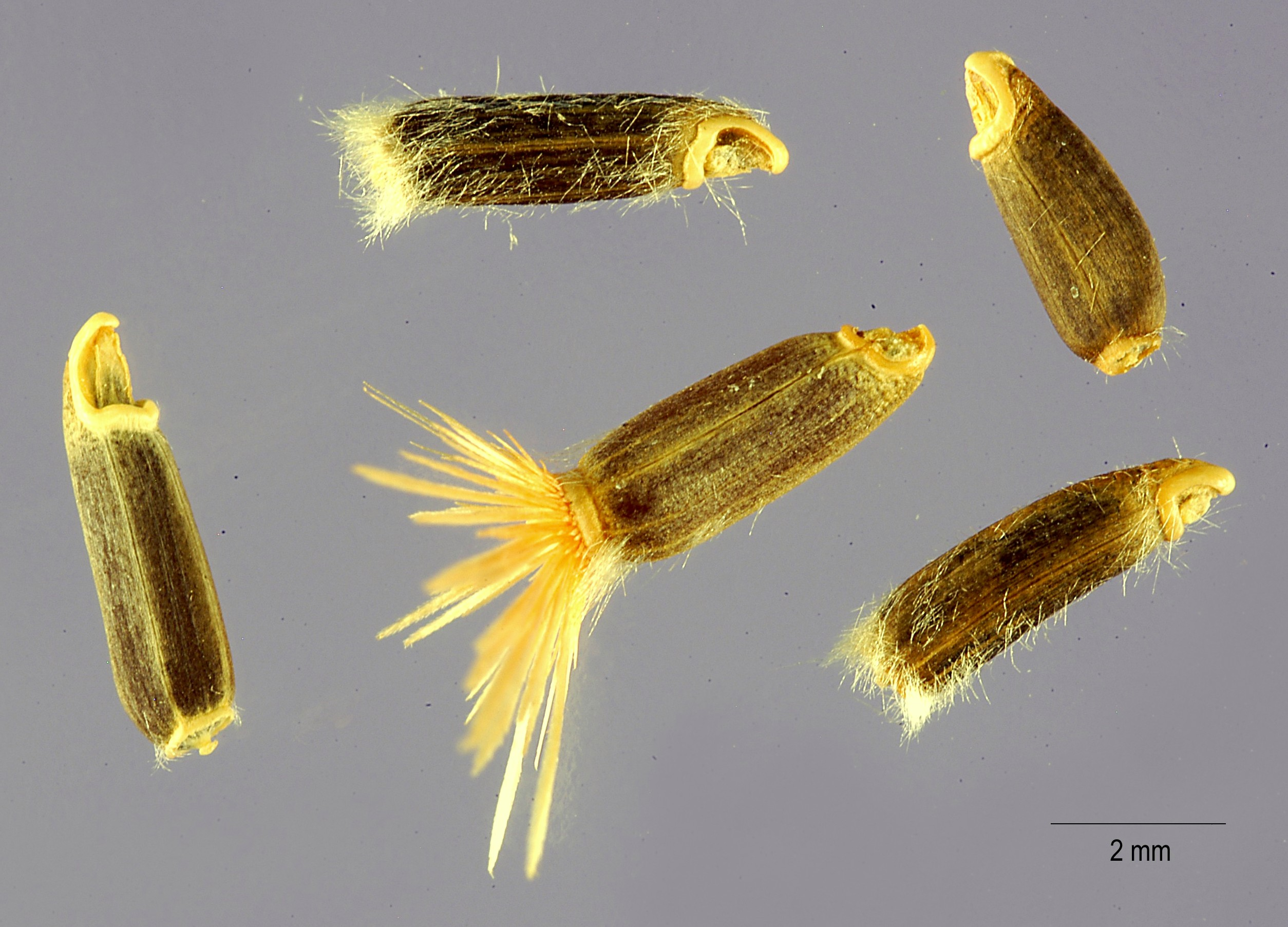
Acheni
Amberboa moschata

Le specie di questo genere sono piante erbacee glabre annuali o raramente biennali; in genere non sono spinose. Gli steli sono eretti e ramificati alla base. Massima altezza: 20 – 70 cm.
Sono presenti sia foglie basali (picciolate) che cauline (sessili). Le foglie lungo il caule sono disposte in modo alterno, hanno una lamina intera o pennatosetta. La forma può essere da lineare a lanceolata. I margini sono dentati o più o meno lobati (foglie basali), oppure interi o appena lobati (foglie cauline).
Le infiorescenze si compongono di capolini solitari, peduncolati (steli sottili) e eterogami (molto raramente soo omogami). I capolini sono formati da un involucro a forma ovoidale (diametro: 12 – 16 mm) composto da brattee (o squame) all'interno del quale un ricettacolo fa da base ai fiori tutti tubulosi. Le brattee (molte) dell'involucro, disposte su più serie in modo embricato, sono di vario tipo: quelle esterne e mediane hanno delle appendici che possono essere brune, piccole, triangolari e scariose e anche spinose; quelle interne hanno appendici oblunghe; i margini sono scabri e gli apici sono ottusi. Il ricettacolo è piatto, privo di pagliette e composto da scaglie setiformi appiattite.
I fiori (molto piccoli) sono tutti del tipo tubuloso. I fiori sono tetra-ciclici (ossia sono presenti 4 verticilli: calice – corolla – androceo – gineceo) e pentameri (ogni verticillo ha 5 elementi). I fiori in genere sono ermafroditi e actinomorfi. Se i capolini sono eterogami allora sono presenti dei ampi fiori periferici radiati staminoidi e sterili con 5 - 8 lobi.
- Formula fiorale:

- /x K {\displaystyle \infty }, [C (5), A (5)], G 2 (infero), achenio

- Calice: i sepali del calice sono ridotti ad una coroncina di squame.
- Corolla: la corolla in genere è colorata di violetto, rosa, bianco o giallo. La parte apicale dei lobi è ricurva e più scura.
- Androceo: gli stami sono 5 con filamenti liberi, glabri e papillosi, mentre le antere, con basi codate, sono saldate in un manicotto (o tubo) circondante lo stilo.[9]
- Gineceo: lo stilo è filiforme; gli stigmi dello stilo sono due divergenti. L'ovario è infero uniloculare formato da 2 carpelli.

Il frutto è un achenio con pappo. Gli acheni, con forme obovoido-oblunghe e compresse, sono densamente sericei. La superficie si presenta a coste, a righe o è alveolata, raramente è liscia. Nelle alveole è presente dell'elaisoma. Il pericarpo dell'achenio è sclerificato; alla sommità l'achenio è provvisto di un anello cartilagineo. Il pappo (persistente) è inserito in un anello parenchimatico sulla piastra apicale e in genere è formato da due o più serie di squame. L'ilo è basale.

## Biologia
- Impollinazione: l'impollinazione avviene tramite insetti (impollinazione entomogama).
- Riproduzione: la fecondazione avviene fondamentalmente tramite l'impollinazione dei fiori (vedi sopra).
- Dispersione: i semi cadendo a terra (dopo essere stati trasportati per alcuni metri dal vento per merito del pappo – disseminazione anemocora) sono successivamente dispersi soprattutto da insetti tipo formiche (disseminazione mirmecoria).

## Distribuzione
Le specie di questo genere si trovano dall'Anatolia alla Cina occidentale.

## Tassonomia
La famiglia di appartenenza di questa voce (Asteraceae o Compositae, nomen conservandum) probabilmente originaria del Sud America, è la più numerosa del mondo vegetale, comprende oltre 23.000 specie distribuite su 1.535 generi, oppure 22.750 specie e 1.530 generi secondo altre fonti (una delle checklist più aggiornata elenca fino a 1.679 generi). La famiglia attualmente (2021) è divisa in 16 sottofamiglie.
La tribù Cardueae (della sottofamiglia Carduoideae) a sua volta è suddivisa in 12 sottotribù (la sottotribù Centaureinae è una di queste).

### Filogenesi
La classificazione della sottotribù rimane ancora problematica e piena di incertezze. Il genere Amberboa è inserito nel gruppo tassonomico informale Volutaria Group. Questo gruppo composto da 8 generi, nell'ambito della sottotribù Centaureinae e da un punto di vista filogenetico, si trova in posizione "basale", ossia è stato il primo gruppo a separarsi dagli altri generi. In più recenti studi, tuttavia, alcuni generi (Mantisalca), risultano avere delle posizioni più centrale all'interno del gruppo informale Rhaponticum Group.
In passato questo genere era incluso nel grande genere Centaurea. Le specie di Amberboa differiscono da Centaurea per l'achenio con apice dentellato e un evidente bordo attorno alla cicatrice basale dello stesso. Il numero cromosomico di base è inoltre più grande delle specie di Centaurea (s.s.).
Il numero cromosomico delle specie di questo genere è: 2n = 32.

### Elenco delle specie
Il genere comprende le seguenti 12 specie:
- Amberboa amberboi (L.) Tzvelev
- Amberboa bucharica  Iljin
- Amberboa glauca  (Willd.) Grossh.
- Amberboa gubanovii  Gabrieljan
- Amberboa iljiniana  Grossh.
- Amberboa maroofii  Negaresh
- Amberboa moschata  (L.) DC.
- Amberboa nana  (Boiss.) Iljin
- Amberboa sosnovskyi  Iljin
- Amberboa takhtajanii  Gabrieljan
- Amberboa turanica  Iljin
- Amberboa zanjanica  Ranjbar & Negaresh

### Sinonimi
Sono elencati alcuni sinonimi per questo genere:
- Amberboi Adans.
- Amberboia  Kuntze
- Chryseis  Cass.